# Teófilo Sánchez de Bustamante
Teófilo Sánchez de Bustamante fue un destacado político jujeño que alcanzó la gobernación de su provincia. Como empresario es considerado un precursor de la industria petrolífera argentina.

## Biografía
Teófilo Sánchez de Bustamante nació el 30 de mayo de 1828 en Santiago de Chile, hijo de Benito Sánchez de Bustamante y de Tomasa de Tezanos Pinto. Se educó en el Colegio de los Sagrados Corazones de Jesús y María en Valparaíso.
Tras acompañar a su familia en su regreso a la República Argentina, casó en la ciudad de San Juan (Argentina) el 16 de noviembre de 1855 con Lubina Sarmiento Torres, estableciéndose luego en San Salvador de Jujuy, donde  desde 1853 el clan Sánchez de Bustamante había en buena medida controlado el gobierno de la provincia. El régimen de los denominados "conspicuos" había controlado la Legislatura y consiguientemente la elección del gobernador, de los senadores nacionales y la distribución de cargos públicos hasta el punto que para 1870 sus enemigos políticos los llamaban "los Césares de Jujuy".
En ese contexto, Teófilo Sánchez de Bustamante inició pronto una destacada actuación pública. Fue diputado por el distrito Capital en 1859, por el departamento de Perico entre 1861 y 1863 y nuevamente por la Capital en 1863.
Participó de la revolución en Tilcara del 19 de octubre de 1870 dirigida por José María Álvarez Prado contra Mariano Iriarte, gobernador interino por la muerte de Restituto Zenarruza que intentaba perpetuarse en el poder. Participó del combate de León el 4 de noviembre de ese año, siendo el primero en entrar a la capital el día 5 con la división a su mando.
Al asumir el 6 de noviembre de 1870 Emilio Quintana como gobernador provincial, Sánchez de Bustamante fue nombrado Jefe de Policía. El 6 de febrero de 1871 renunció al cargo por enfermedad pero ese mismo año fue designado comisario de policía del departamento del Carmen, cargo que mantuvo durante 1872.
El 19 de enero de 1873 fue elegido gobernador de la provincia, sucediendo a Pedro José Portal. 
Durante su administración se creó una sucursal del Banco Nacional y se sanearon las finanzas de la provincia. Dio un fuerte impulso a la instrucción pública aumentando el número de escuelas a 42 y realizando un censo escolar. 
Refaccionó el Cabildo habilitando una sala de telégrafo y otra para el juzgado del crimen, y construyó también una correccional.
La cuestión indígena motivaría uno de los principales conflictos en su mandato. Sánchez de Bustamante ofreció una solución al problema de la tenencia de las tierras en la Puna jujeña ofreciendo la entrega de títulos de propiedad a cambio del pago de cánones por parte de los indios en concepto de arriendo para los terratenientes. La imposibilidad de pagar el canon y el temor de verse expulsados impulsó una revuelta dirigida por el coronel Laureano Saravia que llegó a ocupar los pueblos de Casabindo, Cochinoca, Rinconada y Santa Catalina. Sánchez de Bustamante inició contactos con los líderes de la revuelta y planeaba declarar a las tierras de la Puna como fiscales para evitar la necesidad del canon cuando su gobierno llegó a un abrupto fin.
La situación nacional que desembocaría en la Revolución de 1874 acabaría de momento con el control político del clan. Los Sánchez de Bustamante mantuvieron su apoyo a Bartolomé Mitre pese al apoyo que el ejército nacional brindaba a la candidatura presidencial de Nicolás Avellaneda en las provincias del norte. 
La facción opositora que surgió, liderada por José María Álvarez Prado y Cástulo Aparicio venció al gobernador Teófilo Sánchez de Bustamante en las elecciones del 1 de febrero de 1874. Sánchez de Bustamante suspendió la elección en dos departamentos (Capital y Perico del Carmen) y cuando se efectuó el 14 de febrero triunfó el candidato oficialista. La Legislatura dio por vencedor a Aparicio considerando que el gobernador no podía suspender elecciones mientras los adictos a Aparicio se levantaban en armas. Bustamante delegó el gobierno y marchó en busca de los rebeldes pero fue detenido el 27 de febrero en Volcán por sus adversarios encabezados por José María Álvarez Prado, quienes lo obligaron a firmar su dimisión.
Al día siguiente de la detención de Teófilo Sánchez de Bustamante, los sediciosos reunieron la legislatura, exigiéndole que aceptase la renuncia de dicho mandatario. Acto seguido su presidente Antonio Mas Oller asumió como gobernador interino el 28 de febrero de 1874, convocando a elecciones de electores que constituidos en asamblea nombraron el 20 de abril como gobernador propietario a José María Álvarez Prado, quien asumió el 25 de abril de 1874.
Luego de estos sucesos, Sánchez de Bustamante pasó a la provincia de Salta, donde vivió un tiempo, y de allí a la ciudad de Buenos Aires, donde se dedicó a trabajos agrícolas y a la industrialización del cuero hasta que en 1881 formó la sociedad Teófilo Sánchez de Bustamante y Cía. con el objeto de extraer petróleo de la Laguna de la Brea en el Departamento de Santa Bárbara (Argentina).
Bustamante volvió a la provincia con equipos para explotar el yacimiento y el concurso del científico Luis Brackebusch, quien publicaría el resultado de sus investigaciones geológicas en Estudios sobre la formación petrolífera de Jujuy, Boletín de la Academia Nacional de Córdoba de 1883. Los trabajos realizados demostrados por las muestras de petróleo obtenidas fueron galardonadas en exposiciones nacionales.
En 1882 la Legislatura jujeña otorgó a la sociedad el derecho a fabricar kerosene por 15 años en esa provincia pero los resultados negativos y los problemas financieros hicieron quebrar la sociedad en 1884. Por su parte, Salta concedió ese mismo año a la sociedad de Adam Altgelt y Nicanor Méndez obtuvieron del gobierno de Salta permiso para perforar por un plazo de 17 años pero el fracaso del primer pozo los llevó también a la quiebra.
Teófilo Sánchez de Bustamante falleció en La Isla, cerca del Carmen, en viaje a Laguna de la Brea el 2 de octubre de 1884. Sus restos fueron sepultados en el Panteón de la ciudad.
Tuvo al menos un hijo, Teófilo Sánchez de Bustamante Sarmiento (1868-1930).